# 阿赫坦格火山
阿赫坦格火山是俄羅斯的火山，位於伊欽斯基火山東南的堪察加半島中部，屬於中部山脈的一部分，海拔高度1,853米，山體由玄武岩組成，最近一次火山噴發在全新世發生。